# Клейтон, Джейми
Джейми Клейтон (англ. Jamie Clayton; род. 15 января 1978, Сан-Диего, США) — американская актриса. Известна по роли Номи Маркс в сериале Netflix «Восьмое чувство».

## Биография
Клейтон родилась и выросла в Сан-Диего, Калифорния. Её отец, Говард Клейтон, адвокат по уголовным делам, мать Шелли является организатором мероприятий. Она переехала в Нью-Йорк, чтобы продолжить карьеру в качестве визажиста, когда ей было 19 лет.
Клейтон — трансгендерная женщина. В 2011 году журнал Out включил Клейтон в сотню награждённых представителей ЛГБТ-сообщества.

## Карьера
В 2010 году Джейми была визажистом и соведущей первого сезона реалити-шоу TRANSform Me, посвящённого трансгендерным женщинам. Следом она сыграла эпизодическую роль в сериале HBO «Жеребец». Клейтон исполнила роли в телесериалах «Грязная работа» и «Ну что, приехали?». Также она озвучила аудиокнигу «Джордж» писателя Алекса Джино.
В 2015—2018 годах на Netflix выходил сериал «Восьмое чувство», где она сыграла роль Номи Маркс — трансгендерной женщины — талантливого хакера и политического блогера.
В 2016 году исполнила небольшую роль в фильме «Неоновый демон».

## Фильмография
| Год       |    | Русское название                  | Оригинальное название    | Роль                        |
| --------- | -- | --------------------------------- | ------------------------ | --------------------------- |
| 2010      | с  | —                                 | TRANSform Me             | н/д                         |
| 2011      | с  | Жеребец                           | Hung                     | Кайла                       |
| 2012      | с  | Грязная работа                    | Dirty Work               | Мишель                      |
| 2012      | с  | Ну что, приехали?                 | Are We There Yet?        | Карла Фейверс               |
| 2013      | с  | Суета                             | Hustling                 | Надя                        |
| 2015—2018 | с  | Восьмое чувство                   | Sense8                   | Номи Маркс                  |
| 2016      | с  | Мотив                             | Motive                   | Эйвери Боуман               |
| 2016      | ф  | Неоновый демон                    | The Neon Demon           | кастинг-директор            |
| 2016      | мс | Конь БоДжек                       | BoJack Horseman          | леди в киоске / мама ослица |
| 2016      | с  | —                                 | Same Same                | Ниам                        |
| 2017      | ки | —                                 | Mass Effect: Andromeda   | Джин Гарсон                 |
| 2017      | ф  | Снеговик                          | The Snowman              | Эдда                        |
| 2019      | ф  | Цепь                              | The Chain                | доктор Райан                |
| 2019      | с  | Последний кандидат                | Designated Survivor      | Саша Букер                  |
| 2019—2020 | с  | Секс в другом городе: Поколение Q | The L Word: Generation Q | Тесс Ван Де Берг            |